# Zé Roberto (1945–2016)
Zé Roberto, właśc. José Roberto Marques (ur. 31 maja 1945 w São Paulo, zm. 7 maja 2016 w Serra Negra) – piłkarz brazylijski, występujący na pozycji napastnika.

## Kariera klubowa
Karierę piłkarską Zé Roberto rozpoczął w klubie São Paulo FC. W latach sześćdziesiątych występował również w Guarani FC i Athletico Paranaense. Z São Paulo FC dwukrotnie zdobył mistrzostwo stanu São Paulo – Campeonato Paulista w 1970 i 1971 roku. W São Paulo 14 sierpnia 1971 w przegranym 1-3 meczu z Santosem FC Zé Roberto zadebiutował w lidze brazylijskiej. W 1972 roku występował w Coritibie FC, w którym rozegrał 24 spotkań i strzelił 16 bramek w lidze, co dało mu tytuł wicekróla strzelców. Z Coritibą zdobył mistrzostwo stanu Paraná – Campeonato Paranaense. W latach 1973–1974 ponownie był zawodnikiem São Paulo FC. Z São Paulo zdobył mistrzostwo Brazylii 1973. W 1975 roku był zawodnikiem Corinthians Paulista. W 1976 roku po raz trzeci występował w São Paulo FC. W 1978 roku występował w Athletico Paranaense. Karierę zakończył w Grêmio Maringá w 1978 roku. W barwach Grêmio Maringá 23 lipca 1978 w zremisowanym 1-1 meczu z CR Vasco da Gama Zé Roberto po raz ostatni wystąpił w lidze brazylijskiej. Ogółem w I lidze wystąpił w 59 meczach i strzelił 18 bramek.

## Kariera reprezentacyjna
W 1964 roku Zé Roberto uczestniczył w Igrzyskach Olimpijskich w Tokio. Na turnieju Zé Roberto był podstawowym zawodnikiem i wystąpił we wszystkich trzech meczach grupowych reprezentacji Brazylii z Egiptem, Koreą Południową (bramka) i Czechosłowacją.